# John Marshall (prawnik)
John Marshall (ur. 24 września 1755 w Germantown, zm. 6 lipca 1835 w Filadelfii) – czwarty prezes Sądu Najwyższego Stanów Zjednoczonych i czwarty sekretarz stanu Stanów Zjednoczonych.
W latach 1799–1800 podczas szóstej kadencji Kongresu Stanów Zjednoczonych reprezentował stan Wirginia w Izbie Reprezentantów Stanów Zjednoczonych.
Marshall przewodniczył Sądowi Najwyższemu najdłużej ze wszystkich przewodniczących, bo aż 34 lata, a dokładnie 12 570 dni. Spośród wszystkich 110 sędziów sądu tylko dwóch zasiadało na urzędzie dłużej. Za jego kadencji w składzie sądu zasiadało 15 różnych sędziów, a urząd prezydenta Stanów Zjednoczonych pełniło 6 różnych osób.
To on zrównał pod względem znaczenia Sąd Najwyższy z dwiema pozostałymi gałęziami władzy federalnej.
Jego kuzyn, Humphrey Marshall, reprezentował stan Kentucky w Senacie Stanów Zjednoczonych.